# 高橋徹 (社会学者)
高橋 徹（たかはし あきら、1926年7月12日 - 2004年10月23日）は、日本の社会学者（知識社会学・文化社会学）。東京大学名誉教授、静岡県立大学名誉教授。
東京大学文学部教授、東京大学大学院社会学研究科委員長、静岡県立大学国際関係学部教授、静岡県立大学国際関係学部学部長（初代）、静岡県立大学大学院国際関係学研究科研究科長（初代）、流通経済大学教授などを歴任した。

## 経歴
- 1945年3月　第三高等学校文科丙類卒業
- 1948年9月　東京帝国大学文学部社会学科卒業
- 1950年10月　東京大学大学院特別研究生（前期）修了
- 1951年5月　東京大学文学部助手
- 1953年10月　東京大学新聞研究所助手
- 1954年4月　東京大学新聞研究所助教授
- 1956年7月　学術奨励審議会専門委員
- 1957年4月　東京大学文学部助教授併任
- 1960年2月　東京大学文学部助教授（新聞研究所併任）
- 1963年1月　文部省学術奨励審議会委員
- 1963年2月　労働省婦人少年問題審議会委員
- 1964年7月　コロンビア大学、カリフォルニア大学客員研究員（フォード財団の研究助成による「大衆社会における社会変動」プロジェクト）
- 1970年4月　東京大学文学部教授（社会学第一講座担任）
- 1973年4月　通商産業省産業構造審議会専門委員
- 1985年4月　東京大学大学院社会学研究科委員長、東京大学評議員
- 1985年7月　大学設置審議会専門委員
- 1987年　定年退官、名誉教授。静岡県立大学国際関係学部長、流通経済大学教授

プロデューサーの横澤彪、アナウンサーの草野仁は教え子。

## 著書
- 『近代日本の社会意識』 新曜社、1987
- 『現代アメリカ知識人論 文化社会学のために』 新泉社、1987

## 共編著
- 『社会学辞典』 福武直、日高六郎共編 有斐閣、1958
- 『世論』 有斐閣、1960
- 『叛逆するスチューデント・パワー 世界の学生革命』 講談社、1968
- 『現代人の思想10 組織のなかの人間』平凡社、1968
- 『ドキュメント現代史15 アメリカの革命』平凡社、1973
- 『変動期の国際社会』 西村文夫共編 北樹出版、1988
- 『ゆらぎのなかの家族と民族』 嵯峨隆共編 北樹出版、1993
- 『現代市民社会とアイデンティティ』 青井和夫、庄司興吉共編 梓出版社、1998
- 『福祉社会の家族と共同意識』 青井和夫、庄司興吉共編 梓出版社、1998
- 『市民性の変容と地域・社会問題』 青井和夫、庄司興吉共編 梓出版社、1999

## 翻訳
- 『社会階級』 アンドレ・ジューサン 白水社 文庫クセジュ、1952
- 『現代の診断』 カール・マンハイム 青井和夫共訳 みすず書房、1954
- 『官僚制と人間』 ペンディックス 綿貫譲治共訳 未來社、1956
- 『現代の反動思想』 ボーヴォワール 並木康彦共訳 岩波書店、1959
- 『世界の名著 マンハイム』徳永恂共訳 中央公論社、1971
  - 『イデオロギーとユートピア』改訂新版・中公クラシックス、2006
- 『ブラック・アメリカ』スコット・ニアリング れんが書房新社、1984

## 論文
- 「日本の世論」 『マス・コミュニケーション講座 2. マス・コミュニケーションと政治』 河出書房 1955
- 「社会心理学」 みすず書房編集部編 『社会科学入門』 みすず書房 1956
- 城戸浩太郎ほかと共著 「組織と集団の機械化」 『現代思想 8. 機械時代』 岩波書店 1957
- 「テレヴィジョンと政治-大衆の政治意識に与える影響」 『思想』 第413号 1958年11月
- 「組織の中の人間」 日高六郎編 『人間と社会』 有斐閣 1959
- 「テレビと大衆操作」 『講座現代マス・コミュニケーション 2. テレビ時代』 河出書房 1960
- 「生活意識と政治意識」 『年報社会心理学』 第1号 1960
- 「都市化と機械文明」 『近代日本思想史講座 6. 自我と環境』 筑摩書房 1960
- 「日本における社会心理学の形成」 『今日の社会心理学 第1. 社会心理学の形成』 培風館 1965